# Genco Gulan
Genco Gulan (* 13. ledna 1969, Istanbul, Turecko ) je turecký sochař, malíř, fotograf a spisovatel.

## Životopis
Narodil se v Istanbulu, ale žil i v německém Frankfurtu nad Mohanem a v New Yorku. Ve své práci se zajímá o spojování nových technologií, klasických děl a současné kultury. Jeho díla se dají definovat jako konceptuální pop média. Vrství symbolismus a přitahuje barvami. Vyučuje na Mimar Sinan Academy a Bogazici University.

## Galerie

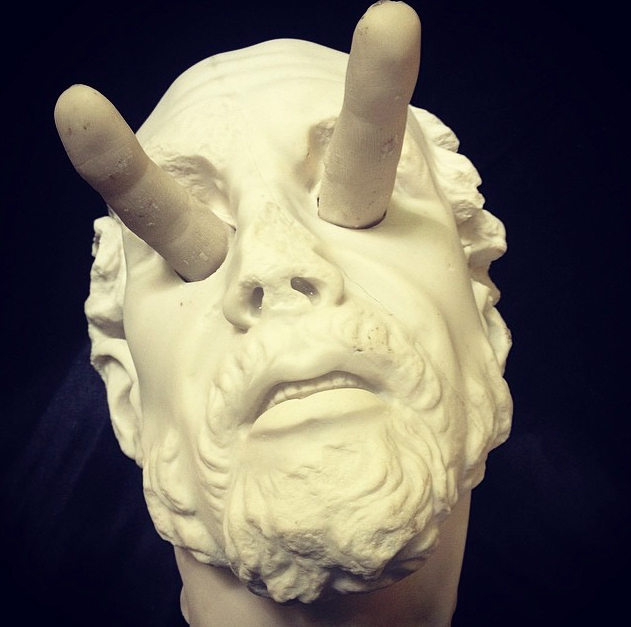
Karate, 2014. Mermer ve polimer döküm.
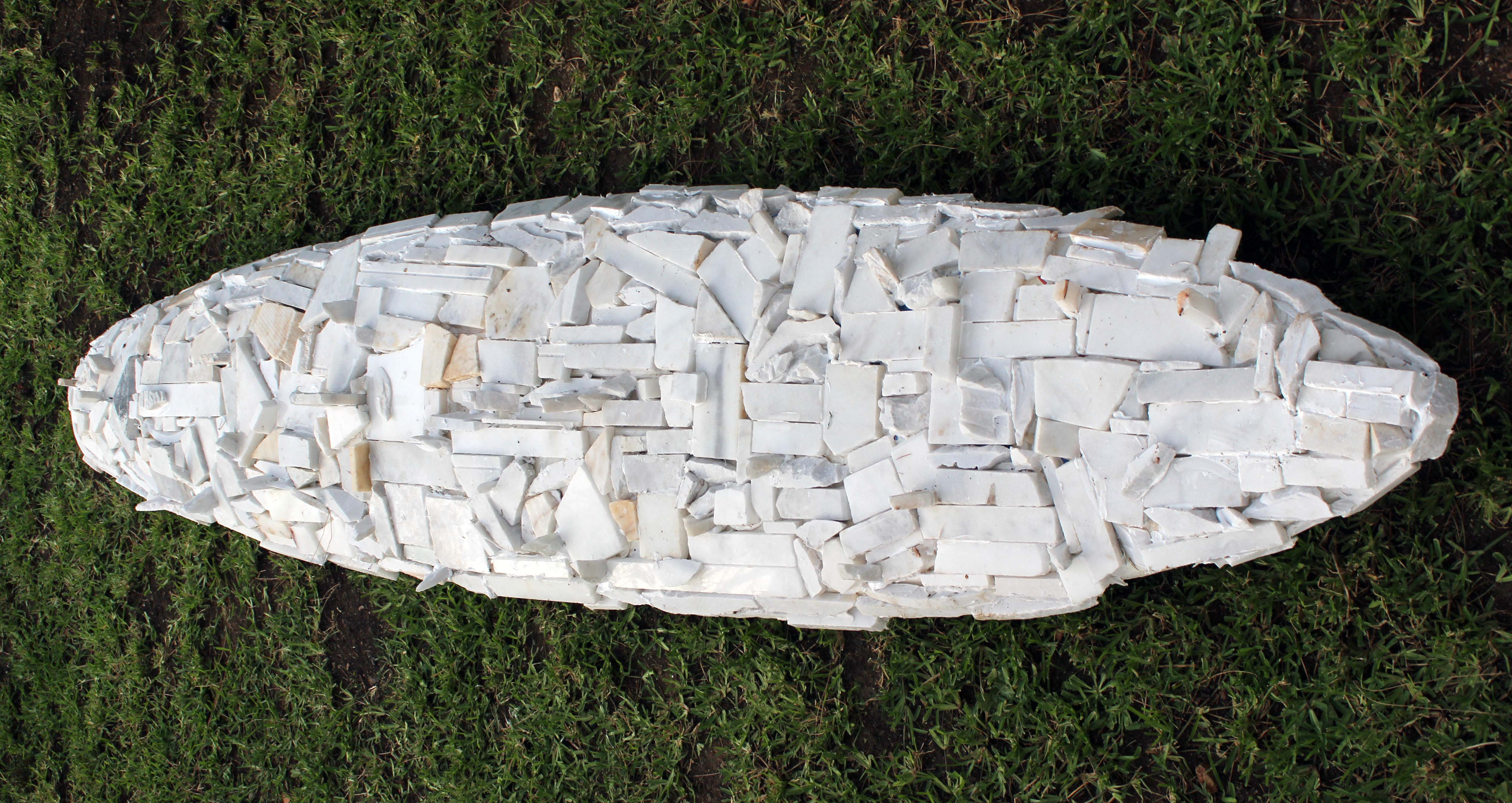
Marble surfer
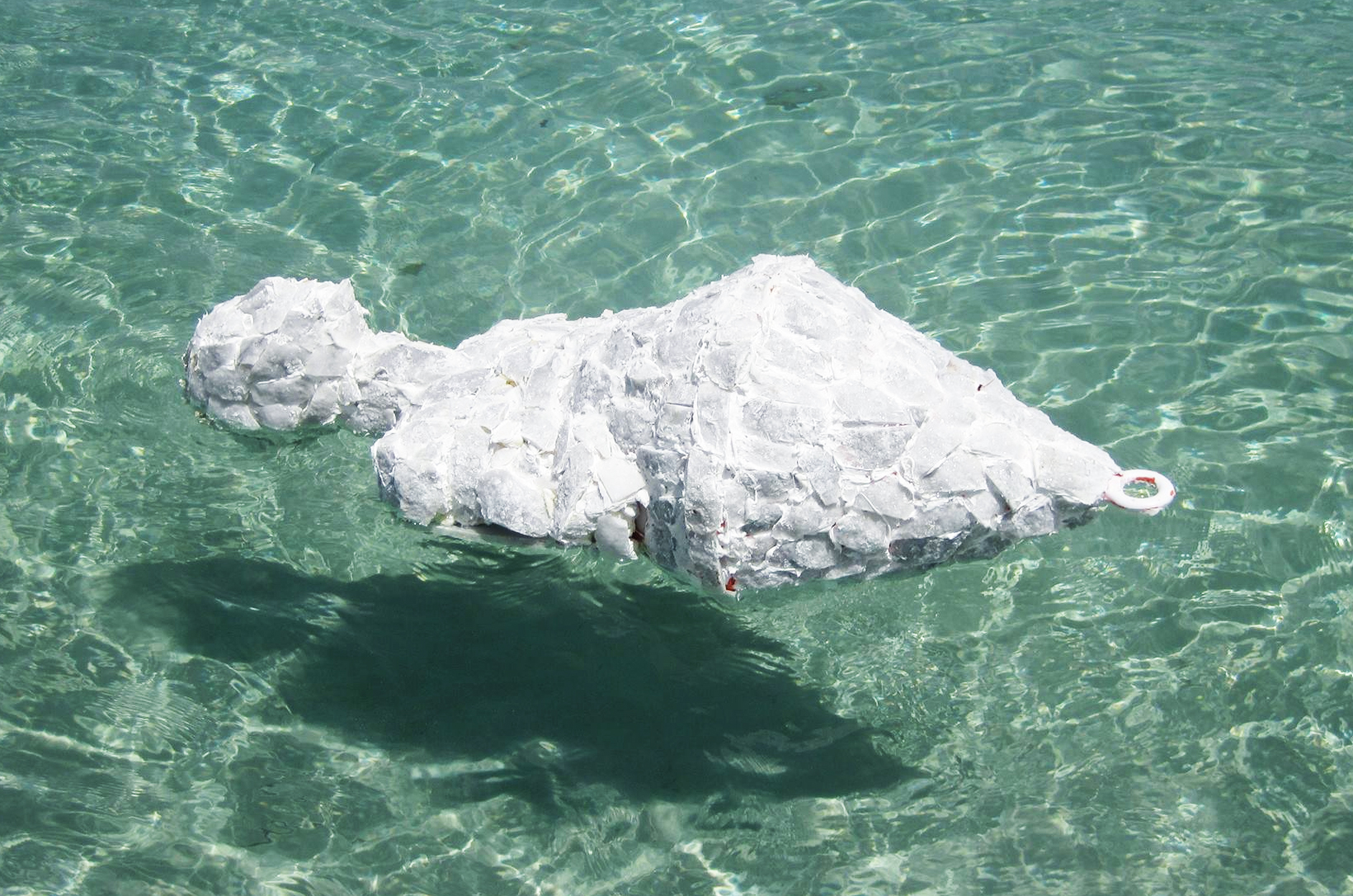
Swimming rocks
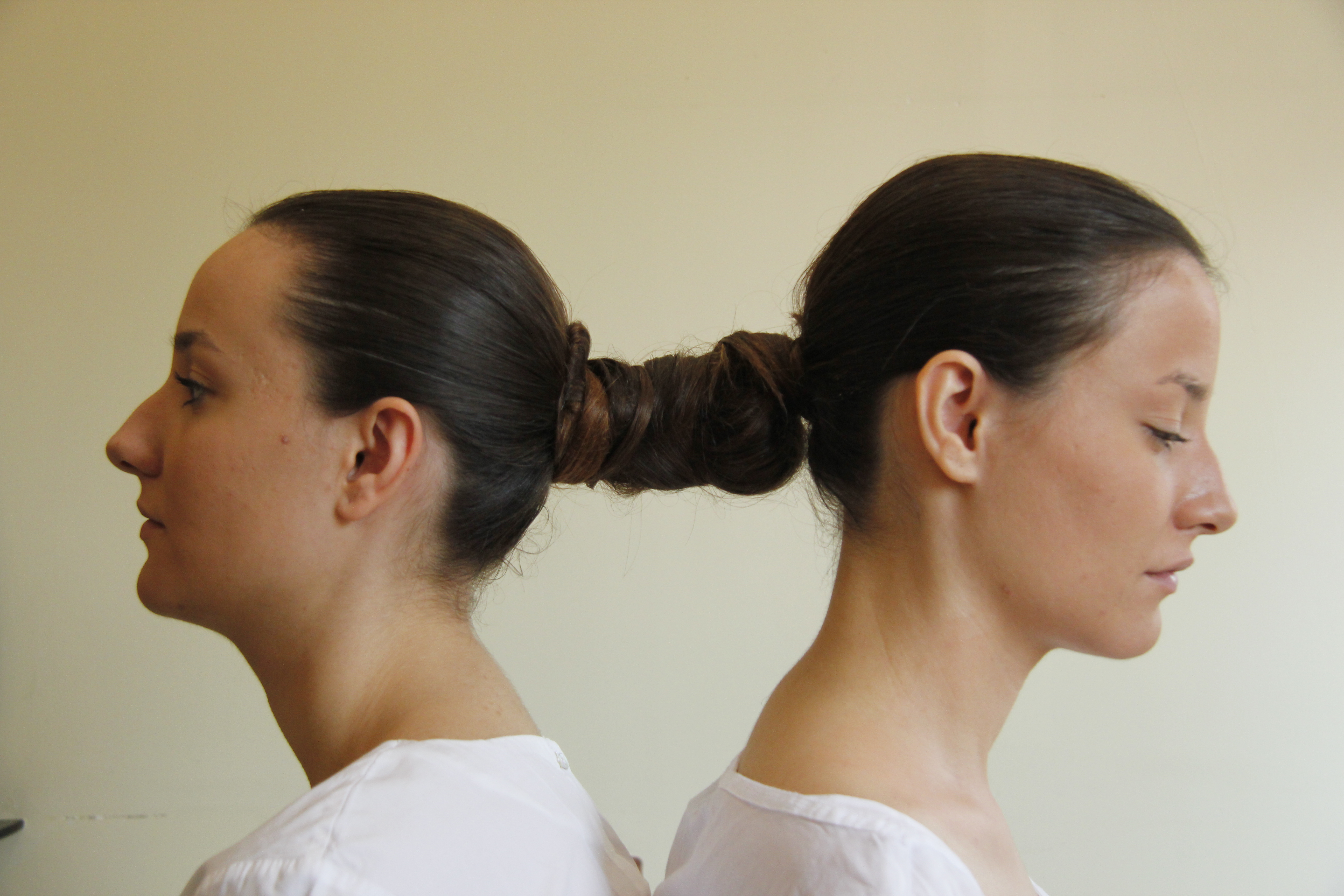
Twin Project
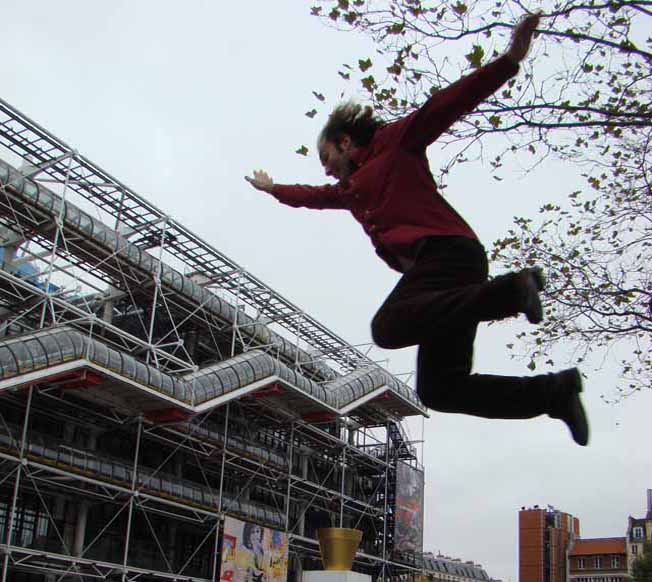
Pompidou, From the "I love You series", C-print, Paris, 2007
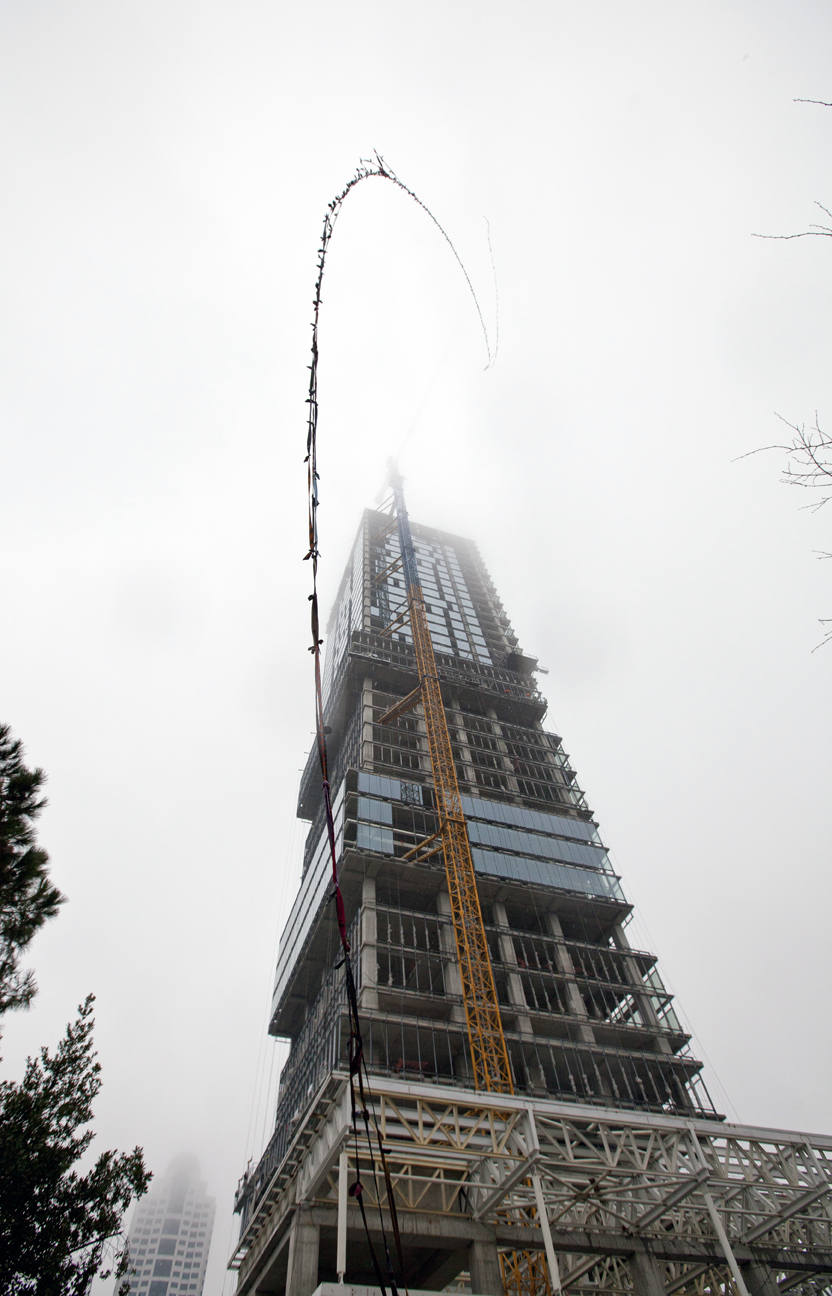
'Magic Beans' 2013. Sculpture with 600 used neckties and a crane, 150m.
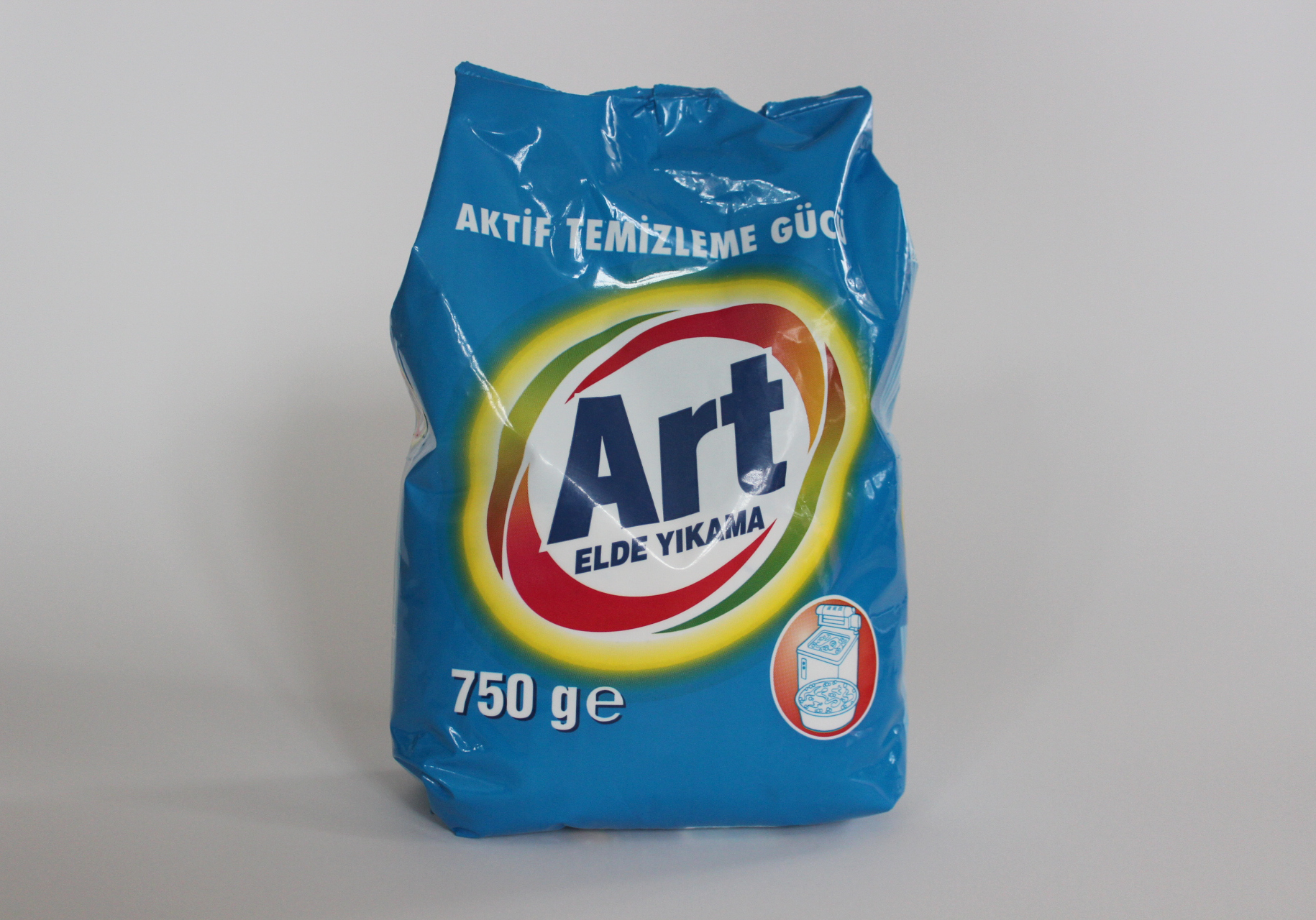
Art (Blue), ready-made, 2013.
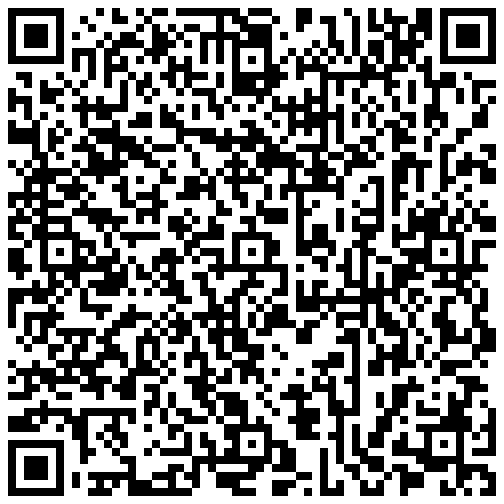
33.3 QR Code poem